# Hurts Like Heaven
Hurts Like Heaven è un singolo del gruppo musicale britannico Coldplay, il sesto estratto dal quinto album in studio Mylo Xyloto e pubblicato il 27 luglio 2012.

## Descrizione
In un'intervista a The Independent, il cantante Chris Martin ha dichiarato che il chitarrista Jonny Buckland è stato in gran parte coinvolto nella creazione di Hurts Like Heaven:

## Pubblicazione
Hurts Like Heaven è stato pubblicato inizialmente il 27 luglio 2012 per il download digitale in Germania, per poi essere pubblicato nel medesimo formato tre giorni più tardi negli Stati Uniti d'America, paese nel quale il brano è entrato in rotazione radiofonica a partire dai primi giorni di agosto.
Il 14 settembre il brano è stato reso disponibile in Italia per la rotazione radiofonica a partire dal 14 settembre, mentre il 19 novembre è stato pubblicato a livello mondiale per il download digitale. Il 20 aprile 2013, in occasione del Record Store Day, il singolo è stato pubblicato anche nel formato 7".

## Accoglienza
Hurts Like Heaven ha ricevuto recensioni generalmente positive da parte della critica: Will Hermes di Rolling Stone ha pubblicato una recensione favorevole del brano, dandogli 3 stelle e mezzo su 5, elogiando «le divagazioni di chitarra in circolazione» e rilevando che il brano di tanto in tanto ricorda All My Friends del gruppo dance punk LCD Soundsystem. Anche Josh Modello di AV Club ha affermano che il brano è un omaggio agli LCD Soundsystem, definendolo inoltre un «bel calcio nella formula», chiamando il gruppo «esperto ripetitore di formula».
Nella sua recensione di Mylo Xyloto, Ian Cohen di Pitchfork ha definito Hurts Like Heaven «un pezzo molto aerodinamico per gli ascoltatori di tutti i tipi di rock», mentre Mikael Wood di Spin ha scritto che la canzone «cavalca un zippy new-wave groove che giustifica il suo prestigio Cure-title». Andy Gill di The Independent ha scritto che il brano «apre un procedimento a un picco, il contegno twinkly del suo pop vivace a strati con linee di chitarra disparati». La rivista Q ha invece notato che «le melodie, come il titolo, sono un cenno agli eroi degli anni ottanta, come The Cure e Echo & the Bunnymen, e Chris Martin canta come se fosse di fretta [...]. Il coro [...] è innalzante ed agrodolce come quelli di Robert Smith e dei migliori brani pop. Durante l'interludio vengono ripetute le parole "whoa oh oh", le quali forniscono il record del primo stadio-singalong del momento».

## Video musicale
Il videoclip, diretto da Mark Osborne e pubblicato l'8 ottobre, è stato annunciato nel 2012 ad una convenzione del San Diego Comic-Con International e si tratta di un video animato costituito da immagini tratte dalla serie fumettistica Mylo Xyloto, pubblicata a partire da gennaio 2013.

## Tracce
Download digitale
1. Hurts Like Heaven – 3:58

CD promozionale (Regno Unito)
1. Hurts Like Heaven (Radio Edit) – 3:17
2. Hurts Like Heaven (Album Version) – 4:02
3. Hurts Like Heaven (Instrumental) – 4:02

7" (Europa)
- Lato A

1. Hurts Like Heaven (Edit) – 3:17

- Lato B

1. Us Against the World (from Live 2012) – 3:52

## Formazione
Gruppo
- Chris Martin – voce, chitarra acustica, pianoforte
- Jonny Buckland – chitarra elettrica
- Guy Berryman – basso
- Will Champion – batteria

Altri musicisti
- Brian Eno – effetti sonori, composizione aggiuntiva
- Jon Hopkins – effetti sonori
- Luis Jardim – percussioni

## Classifiche
| Classifica (2011)         | Posizione massima |
| ------------------------- | ----------------- |
| Regno Unito               | 157               |
| Sud Corea                 | 21                |
| Classifica (2012)         | Posizione massima |
| Belgio (Fiandre)          | 9                 |
| Belgio (Vallonia)         | 8                 |
| Giappone                  | 89                |
| Stati Uniti (alternative) | 27                |